# Egidijus Sabataitis
Egidijus Sabataitis (ur. 17 września 1963 w Kłajpedzie) – litewski samorządowiec związany z Kłajpedą, jeden z przywódców ruchu politycznego Żmudzinów. 
W 1982 ukończył technikum weterynaryjne w Kłajpedzie. 
Na początku lat dziewięćdziesiątych zaangażował się w działalność polityczną – w 1995 wstąpił do Litewskiego Związku Liberałów. Sześć lat później został członkiem Partii Liberalno-Demokratycznej, a w 2006 Porządku i Sprawiedliwości. W wyborach 2007 wybrany w skład Rady Miejskiej w Kłajpedzie, pozostaje radnym niezrzeszonym. 
W 2008 wraz z m.in. z Egidijusem Skarbaliusem zaangażował się w tworzenie ruchu politycznego zrzeszającego ludność określającą się jako Żmudzini.